# Wílder Viera
Wílder Viera, né le 4 mars 2002 à Capiatá au Paraguay, est un footballeur international paraguayen jouant au poste de milieu central au Cerro Porteño.

## Biographie

### En club
Né à Capiatá au Paraguay, Wílder Viera est formé par le Cerro Porteño. Il joue son premier match en professionnel avec ce club, le 2 août 2020, lors d'une rencontre de championnat face au Club Sportivo San Lorenzo. Il entre en jeu à la place de Mathías Villasanti et son équipe s'impose par quatre buts à un,.
Viera joue son premier match de Copa Libertadores le 26 mai 2021, contre les Colombiens d'América de Cali. Il est titularisé et voit son équipe s'imposer par un but à zéro.
Le 17 février 2023, Viera inscrit son premier but en professionnel à l'occasion d'un match de championnat face au Guaireña FC. Il est titularisé et participe à la victoire de son équipe par deux buts à zéro,.

### En sélection
Avec l'équipe du Paraguay des moins de 23 ans il participe au Tournoi pré-olympique de la CONMEBOL 2024. Son équipe remporte le tournoi pour la seconde fois après 1992.
Wílder Viera est appelé pour la première fois avec l'équipe nationale du Paraguay par le sélectionneur Gustavo Alfaro en septembre 2024. Le 7 septembre 2024, il honore sa première sélection avec le Paraguay lors d'un face à l'Uruguay. Il entre en jeu et les deux équipes se neutralisent (0-0 score final).